# Grande Prêmio da Rússia de 2019
Grande Prêmio da Rússia de 2019 (formalmente denominado Formula 1 2019 VTB Russian Grand Prix) é a décima sexta etapa da temporada de 2019 da Fórmula 1. Foi disputada em 29 de setembro de 2019 no Circuito de Sochi, Sochi, Krai de Krasnodar, Rússia.

## Relatório

### Treino Classificatório

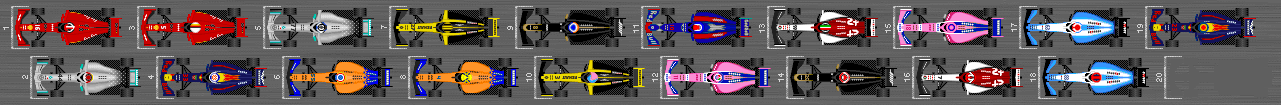
Grid de Largada

Q1
Q2
Q3

## Pneus
| Nome do composto | Cor | Banda de rolamento | Condições de Tempo | Dry Type                           | Aderência | Longevidade |
| ---------------- | --- | ------------------ | ------------------ | ---------------------------------- | --------- | ----------- |
| Supermacio (C4)  |     | Slick (P Zero)     | Seco               | Supersoft                          | Médio     | Médio       |
| Macio (C3)       |     | Slick (P Zero)     | Seco               | Soft                               | Médio     | Médio       |
| Médio (C2)       |     | Slick (P Zero)     | Seco               | Medium                             | Médio     | Médio       |
| Intermediário    |     | Sulcos (Cinturato) | Molhado            | Intermediate (água não estagnante) | —         | —           |
| Chuva            |     | Sulcos (Cinturato) | Molhado            | Wet (água estagnante)              | —         | —           |

| Escolhas de Pneus de cada piloto para o GP da Rússia: | Escolhas de Pneus de cada piloto para o GP da Rússia: | Escolhas de Pneus de cada piloto para o GP da Rússia: | Escolhas de Pneus de cada piloto para o GP da Rússia: | Escolhas de Pneus de cada piloto para o GP da Rússia: | Escolhas de Pneus de cada piloto para o GP da Rússia: |
| ----------------------------------------------------- | ----------------------------------------------------- | ----------------------------------------------------- | ----------------------------------------------------- | ----------------------------------------------------- | ----------------------------------------------------- |
| Nº                                                    | Pilotos                                               | Equipe(s)                                             | Medio                                                 | Macio                                                 | Super Macio                                           |
| 44                                                    | Lewis Hamilton                                        | Mercedes                                              |                                                       |                                                       |                                                       |
| 77                                                    | Valtteri Bottas                                       | Mercedes                                              |                                                       |                                                       |                                                       |
| 5                                                     | Sebastian Vettel                                      | Ferrari                                               |                                                       |                                                       |                                                       |
| 16                                                    | Charles Leclerc                                       | Ferrari                                               |                                                       |                                                       |                                                       |
| 23                                                    | Alexander Albon                                       | Red Bull-Honda                                        |                                                       |                                                       |                                                       |
| 33                                                    | Max Verstappen                                        | Red Bull-Honda                                        |                                                       |                                                       |                                                       |
| 3                                                     | Daniel Ricciardo                                      | Renault                                               |                                                       |                                                       |                                                       |
| 27                                                    | Nico Hülkenberg                                       | Renault                                               |                                                       |                                                       |                                                       |
| 8                                                     | Romain Grosjean                                       | Haas-Ferrari                                          |                                                       |                                                       |                                                       |
| 20                                                    | Kevin Magnussen                                       | Haas-Ferrari                                          |                                                       |                                                       |                                                       |
| 55                                                    | Carlos Sainz Jr.                                      | McLaren-Renault                                       |                                                       |                                                       |                                                       |
| 4                                                     | Lando Norris                                          | McLaren-Renault                                       |                                                       |                                                       |                                                       |
| 11                                                    | Sergio Pérez                                          | Racing Point-Mercedes                                 |                                                       |                                                       |                                                       |
| 18                                                    | Lance Stroll                                          | Racing Point-Mercedes                                 |                                                       |                                                       |                                                       |
| 7                                                     | Kimi Raikkonen                                        | Alfa Romeo Racing-Ferrari                             |                                                       |                                                       |                                                       |
| 99                                                    | Antonio Giovinazzi                                    | Alfa Romeo Racing-Ferrari                             |                                                       |                                                       |                                                       |
| 10                                                    | Pierre Gasly                                          | Toro Rosso-Honda                                      |                                                       |                                                       |                                                       |
| 26                                                    | Daniil Kvyat                                          | Toro Rosso-Honda                                      |                                                       |                                                       |                                                       |
| 88                                                    | Robert Kubica                                         | Williams-Mercedes                                     |                                                       |                                                       |                                                       |
| 63                                                    | George Russell                                        | Williams-Mercedes                                     |                                                       |                                                       |                                                       |

## Resultados

### Treino Classificatório
| 1                        | 16 | Charles Leclerc    | Ferrari                   | 1:33.613 | 1:32.434 | 1:31.628 | 1   |
| 2                        | 44 | Lewis Hamilton     | Mercedes                  | 1:33.230 | 1:33.134 | 1:32.030 | 2   |
| 3                        | 5  | Sebastian Vettel   | Ferrari                   | 1:33.032 | 1:32.536 | 1:32.053 | 3   |
| 4                        | 33 | Max Verstappen     | Red Bull-Honda            | 1:33.368 | 1:32.634 | 1:32.310 | 91  |
| 5                        | 77 | Valtteri Bottas    | Mercedes                  | 1:33.413 | 1:33.281 | 1:32.632 | 4   |
| 6                        | 55 | Carlos Sainz Jr.   | McLaren-Renault           | 1:34.184 | 1:33.807 | 1:33.222 | 5   |
| 7                        | 27 | Nico Hülkenberg    | Renault                   | 1:34.236 | 1:33.898 | 1:33.289 | 6   |
| 8                        | 4  | Lando Norris       | McLaren-Renault           | 1:34.201 | 1:33.725 | 1:33.301 | 7   |
| 9                        | 8  | Romain Grosjean    | Haas-Ferrari              | 1:34.283 | 1:33.643 | 1:33.517 | 8   |
| 10                       | 3  | Daniel Ricciardo   | Renault                   | 1:34.138 | 1:33.862 | 1:33.661 | 10  |
| 11                       | 10 | Pierre Gasly       | Toro Rosso-Honda          | 1:34.456 | 1:33.950 | —        | 161 |
| 12                       | 11 | Sergio Pérez       | Racing Point-BWT Mercedes | 1:34.336 | 1:33.958 | —        | 11  |
| 13                       | 99 | Antonio Giovinazzi | Alfa Romeo-Ferrari        | 1:34.755 | 1:34.037 | —        | 12  |
| 14                       | 20 | Kevin Magnussen    | Haas-Ferrari              | 1:33.889 | 1:34.082 | —        | 13  |
| 15                       | 18 | Lance Stroll       | Racing Point-BWT Mercedes | 1:34.287 | 1:34.233 | —        | 14  |
| 16                       | 7  | Kimi Räikkönen     | Alfa Romeo-Ferrari        | 1:34.840 | —        | —        | 15  |
| 17                       | 63 | George Russell     | Williams-Mercedes         | 1:35.356 | —        | —        | 17  |
| 18                       | 88 | Robert Kubica      | Williams-Mercedes         | 1:36.474 | —        | —        | 192 |
| 19                       | 23 | Alexander Albon    | Red Bull-Honda            | 1:39.197 | —        | —        | 181 |
| Tempo dos 107%: 1:39.544 |    |                    |                           |          |          |          |     |
| DNQ                      | 26 | Daniil Kvyat       | Toro Rosso-Honda          | S/Tempo  | —        | —        | 202 |
| Fonte:                   |    |                    |                           |          |          |          |     |

Notas
- ↑1  – Max Verstappen e Alexander Albon (Red Bull-Honda) e Pierre Gasly (Toro Rosso-Honda) penalizados com cinco posições no grid pela troca de elementos da unidade de potência.[4]

- ↑2  – Daniil Kvyat (Toro Rosso-Honda) e Robert Kubica (Williams-Mercedes) penalizados a largar no final do grid por exceder a troca de elementos da unidade de potência.[5]

### Corrida

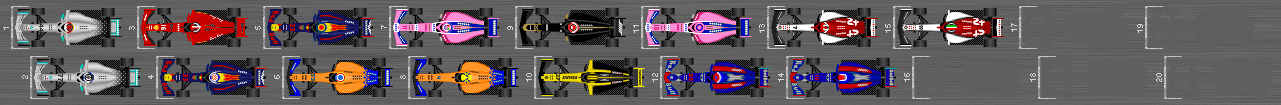
Resultado da corrida

| Pos.                                                               | Nu. | Piloto             | Construtor                | Voltas | Tempo/Retirado | Pit Stop | Pneus | Grid | Pontos |
| ------------------------------------------------------------------ | --- | ------------------ | ------------------------- | ------ | -------------- | -------- | ----- | ---- | ------ |
| 1                                                                  | 44  | Lewis Hamilton     | Mercedes                  | 53     | 1:33:38.992    | 1        |       | 2    | 25+1   |
| 2                                                                  | 77  | Valtteri Bottas    | Mercedes                  | 53     | +3.829s        | 1        |       | 5    | 18     |
| 3                                                                  | 16  | Charles Leclerc    | Ferrari                   | 53     | +5.212s        | 2        |       | 2    | 15     |
| 4                                                                  | 33  | Max Verstappen     | Red Bull-Honda            | 53     | +14.210s       | 1        |       | 9    | 12     |
| 5                                                                  | 23  | Alexander Albon    | Red Bull-Honda            | 53     | +38.348s       | 1        |       | PL   | 10     |
| 6                                                                  | 55  | Carlos Sainz Jr.   | McLaren-Renault           | 53     | +45.889s       | 1        |       | 5    | 8      |
| 7                                                                  | 11  | Sergio Pérez       | Racing Point-BWT Mercedes | 53     | +48.728s       | 1        |       | 11   | 6      |
| 8                                                                  | 4   | Lando Norris       | McLaren-Renault           | 53     | +57.749s       | 1        |       | 7    | 4      |
| 9                                                                  | 20  | Kevin Magnussen    | Haas-Ferrari              | 53     | +58.779s       | 1        |       | 13   | 2      |
| 10                                                                 | 27  | Nico Hülkenberg    | Renault                   | 53     | +59.841s       | 2        |       | 6    | 1      |
| 11                                                                 | 18  | Lance Stroll       | Racing Point-BWT Mercedes | 53     | +60.821s       | 1        |       | 14   |        |
| 12                                                                 | 26  | Daniil Kvyat       | Toro Rosso-Honda          | 53     | +62.496s       | 2        |       | 19   |        |
| 13                                                                 | 7   | Kimi Räikkönen     | Alfa Romeo-Ferrari        | 53     | +68.910s       | 2        |       | 15   |        |
| 14                                                                 | 10  | Pierre Gasly       | Toro Rosso-Honda          | 53     | +70.076s       | 1        |       | 16   |        |
| 15                                                                 | 99  | Antonio Giovinazzi | Alfa Romeo-Ferrari        | 53     | +73.346s       | 2        |       | 13   |        |
| Ret                                                                | 88  | Robert Kubica      | Williams-Mercedes         | 28     | Freios         | 3        |       | 18   |        |
| Ret                                                                | 63  | George Russell     | Williams-Mercedes         | 27     | Freios         | 1        |       | 17   |        |
| Ret                                                                | 5   | Sebastian Vettel   | Ferrari                   | 26     | Potência       | 1        |       | 3    |        |
| Ret                                                                | 3   | Daniel Ricciardo   | Renault                   | 24     | Colisão        | 1        |       | 10   |        |
| Ret                                                                | 8   | Romain Grosjean    | Haas-Ferrari              | 0      | Colisão        | 0        |       | 8    |        |
| Volta mais rápida: Lewis Hamilton (Mercedes) – 1:35.761 (volta 51) |     |                    |                           |        |                |          |       |      |        |
| Fonte:                                                             |     |                    |                           |        |                |          |       |      |        |

## Curiosidades
- Lewis Hamilton se tornou o recordista de corridas lideradas com 143º Grande Prêmio que ele liderou, superando a marca de Michael Schumacher.
- Sebastian Vettel abandonou pela primeira vez nesta temporada o que não acontecia desde o Grande Prêmio da Alemanha de 2018.
- Com a sexta posição de Carlos Sainz Jr. e a oitava posição de Lando Norris, a McLaren marcou mais de 100 pontos em uma temporada pela primeira vez desde 2014.

## Voltas na Liderança
| Nº de Voltas | Piloto           | Voltas |
| ------------ | ---------------- | ------ |
| 27           | Lewis Hamilton   | 26–53  |
| 25           | Sebastian Vettel | 1–25   |

## 2019DHLFastest Pit Stop Award

### Resultado
| 1      |  |  |  |  | 25 |
| 2      |  |  |  |  | 18 |
| 3      |  |  |  |  | 15 |
| 4      |  |  |  |  | 12 |
| 5      |  |  |  |  | 10 |
| 6      |  |  |  |  | 8  |
| 7      |  |  |  |  | 6  |
| 8      |  |  |  |  | 4  |
| 9      |  |  |  |  | 2  |
| 10     |  |  |  |  | 1  |
| Fonte: |  |  |  |  |    |

### Classificação
| Tabela do DHL Fastest Pit Stop Award \| Pos \| Construtor \| Pontos \| \| --- \| ---------- \| ------ \| \| 1 \| \| \| \| 2 \| \| \| \| 3 \| \| \| \| 4 \| \| \| \| 5 \| \| \| \| 6 \| \| \| \| 7 \| \| \| \| 8 \| \| \| \| 9 \| \| \| \| 10 \| \| \| |            |        |
| Pos | Construtor | Pontos |
| 1 |            |        |
| 2 |            |        |
| 3 |            |        |
| 4 |            |        |
| 5 |            |        |
| 6 |            |        |
| 7 |            |        |
| 8 |            |        |
| 9 |            |        |
| 10 |            |        |

## Tabela do campeonato após a corrida
Somente as cinco primeiras posições estão incluídas nas tabelas.
| Pos | Piloto           | Pontos | Var     |
| --- | ---------------- | ------ | ------- |
| 1   | Lewis Hamilton   | 322    | Estável |
| 2   | Valtteri Bottas  | 249    | Estável |
| 3   | Charles Leclerc  | 215    | Estável |
| 4   | Max Verstappen   | 212    | Estável |
| 5   | Sebastian Vettel | 194    | Estável |

| Pos | Construtor         | Pontos | Var     |
| --- | ------------------ | ------ | ------- |
| 1   | Mercedes           | 571    | Estável |
| 2   | Ferrari            | 409    | Estável |
| 3   | Red Bull-TAG Heuer | 311    | Estável |
| 4   | McLaren-Renault    | 101    | Estável |
| 5   | Renault            | 68     | Estável |